# Garcinia fruticosa
Garcinia fruticosa là một loài thực vật có hoa trong họ Bứa. Loài này được Lauterb. mô tả khoa học đầu tiên năm 1922.